# L'Exprés Polar
L'Exprés Polar (títol original en anglès: The Polar Express) és un conte infantil escrit l'any 1985 per Chris Van Allsburg, un exprofessor de la Rhode Island School of Design.
El llibre és considerat com un clàssic de Nadal per als nens petits. Quan fou publicat, el conte rebé elogis per les seves il·lustracions detallades i la calma i relaxació que transmetia. El 1986, fou guardonat amb la Medalla Caldecott de literatura infantil. Basat en una enquesta online datada de 2007, la National Education Association el va nomenar com un dels 100 millors llibres segons els mestres per als nens. i també ha estat considerat un dels Top 100 llibres il·lustrats de tots els temps segons una enquesta de 2012 de la revista School Library Journal.
El llibre es desenvolupa parcialment a Grand Rapids (Michigan) (Estats Units), ciutat natal de l'autor. L'any 2004 fou adaptada al cinema en format de dibuixos animats i nominada a l'Oscar de 2004. El film fou protagonitzat per Tom Hanks.

## Argument
La història comença una gèlida nit de Nadal a Grand Rapids (Michigan), enmig d'un temporal de neu i fred, quan el protagonista, un nen que solia adorar Nadal, però que comença a tenir seriosos dubtes sobre la verosimilitat de les festes, se'n va a dormir. De sobte, sent el rugit d'un xiulet de tren i per a la seva sorpresa, descobreix que hi ha un tren que l'està esperant davant de casa seva, on no hi ha vies de ferrocarril. Agafant el batí de forma precipitada, i trencant una de les butxaques, el nen s'apropa al tren i veu el revisor. El nen corre escales avall i surt al carrer on el revisor li explica que el tren es diu l'Exprés Polar, i fa ruta cap al pol Nord. El noi, no sense dubtar, decideix pujar al tren. Un cop dins descobreix que hi ha altres nens que com ell han estat convidats a pujar-hi. Com ell, tots van en pijama i estan convidats a les xocolatines i dolços que porta el tren.
Quan el tren arriba al Pol Nord, el nen conjuntament amb la resta, veuen milers d'elfs que es van reunir al centre de la ciutat a l'espera de la sortida del Pare Nadal en la seva tasca de repartir joguines a tots els nens. Just abans de la sortida, però, el pare Nadal escollirà un dels viatgers de l'Exprés Polar per tenir l'honor de rebre el primer regal de Nadal. Durant la cerimònia el protagonista s'adonà que passa de no sentir els cascavells dels arnesos dels rens a sentir-los, el que significa que torna a creure en l'esperit nadalenc. Probablement, per aquest motiu el protagonista de la història és escollit pel Pare Nadal per rebre el 1r regal de Nadal. En adonar-se que podia triar qualsevol cosa que hi hagués al món, el nen demana precisament un dels cascavells dels arnesos dels rens, els quals no podia sentir fins feia poc. El noi se’l col·loca a la butxaca del batí i junt amb la resta de nens que viatjaven amb ell a l'exprés polar presencien com el Pare Nadal inicia el seu periple anual per totes les cases dels infants.
Més tard, quan tots els nens tornen a ser a l'Exprés Polar per tornar a casa el nen descobreix que el cascavell ha caigut pel forat de la butxaca del batí que s'havia fet quan precipitadament havia sortit al carrer per veure l'arribada del tren. El nen arriba a casa, s'acomiada del revisor i de la resta de passatgers i va a la seva habitació mentre el tren s'allunya. El matí del dia de Nadal, un cop han obert tots els regals, la seva germana descobreix que resta un petit paquet per obrir sota l'arbre. El nen obre la caixa i descobreix que és el cascavell que havia perdut al Pol nord, i que el Pare Nadal havia trobat al seient del seu trineu. Quan el nen toca el timbre, tant ell com la seva germana es meravellen davant el so bonic. Els seus pares, però, són incapaços de sentir-lo i asseguren que el cascavell està trencat. El llibre acaba amb una famosa frase, que també fou usada en l'adaptació cinematogràfica:
At one time, most of my friends could hear the bell, but as years passed, it fell silent for all of them. Even Sarah found one Christmas that she could no longer hear its sweet sound. Though I've grown old, the bell still rings for me, as it does for all who truly believe. (Tots els meus amics podien sentir el cascavell, però amb els anys aquest també es va silenciar per a ells. Fins i tot, un Nadal, Sarah va descobrir que ella tampoc podia sentir el seu dolç so. A pesar que m’he fet gran, el cascavell encara sona per a mi i ho fa per tots aquells que realment creuen)